# 古代神学
古代神学（こだいしんがく）は、ルネサンス期の思想家マルシリオ・フィチーノが"prisca theologia"と呼んだもので、キリスト教が成立するはるか以前から、聖賢によって示された「真理」であり、キリスト教神学と一致すると考えられた思想を指す言葉である。ヘルメス・トリスメギストスやモーゼ、ゾロアスター、オルペウス、ピタゴラスらから、プラトンに至る思想が古代神学と考えられた。
ヘルメス文書などキリスト教以前の思想・哲学を、一神教、三位一体の立場から解釈し、キリスト教をより権威づけるために援用することは、初期の教父も異教の哲学者への対抗上、行っていたことである。（例：ラクタンティウスによるシビュラの引用。また、アウグスティヌスへのプラトンの影響）
ルネサンス期の「古代神学」は様々な異教思想を混淆・折衷した神秘思想となり、古代神学者の多くは古代魔術師でもあったから、異端思想となるおそれを持っていた。
20世紀の歴史学者D.P.ウォーカーにより、「古代神学」はルネサンスの古代回帰や、異教主義を理解するうえで重要な概念として用いられるようになった。